# Kościół św. Jana w Helsinkach
Kościół św. Jana w Helsinkach (fiń. Johanneksenkirkko, szw. Johanneskyrkan) to kościół położony w helsińskiej dzielnicy Ullanlinna (szw. Ulrikasborg) przy ulicy Korkeavuorenkatu 12 (szw. Högbergsgatan 12). Zaprojektowany przez szwedzkiego architekta Adolfa Emila Melandera, zbudowany w latach 1888–1891.

## Historia
Kościół stoi na wzgórzu, które wcześniej było związane z kultem św. Jana Chrzciciela, sprawowanym w dzień przesilenia letniego. Decyzja o zbudowaniu kościoła zapadła, gdy w związku ze zwiększaniem się liczby ludności miasta dotychczasowe kościoły, tzw. Stary Kościół i kościół św. Mikołaja (obecna katedra), okazały się za małe.
Kościół zaprojektował szwedzki architekt Adolf Emil Melander. Kościół został zbudowany na planie krzyża łacińskiego w stylu neogotyckim w latach 1888–1891 i konsekrowany 13 grudnia 1891 roku.

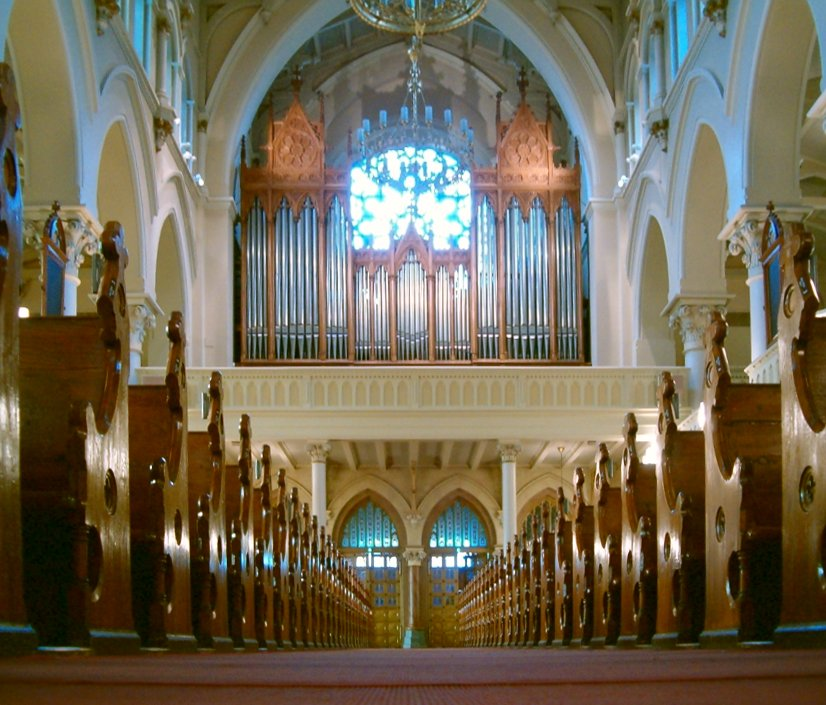
Wnętrze kościoła - widok na emporę organową.

Ściany naw bocznych zostały przeprute wysokimi, ostrołukowymi oknami, a nawa środkowa małymi okami u góry w celu lepszego oświetlenia wnętrza. W roku 1891 w kościele zainstalowano 66-głosowe organy wykonane w niemieckim zakładzie Eberharda Friedricha Walckera. Odnowiono je w 1956 roku powiększając przy tym liczbę głosów do 74. Nastawa ołtarzowa pochodzi z 1932 i jest dziełem fińskiego malarza Eero Järnefelta. Jej tematem jest nawrócenie Szawła.
Ze względu na doskonałą akustykę kościół jest wykorzystywany jako sala koncertowa.
Kościół św. Jana ma łączną długość 59 m. Wysokość wież wynosi 74 m nad poziomem gruntu i 95 m nad poziomem morza. Wewnątrz znajduje się 1400 miejsc siedzących.
Obok głównego wejścia stoi pomnik św. Jana Chrzciciela dłuta Kari Juvy. Pomnik został odsłonięty 20 listopada 2003.